# Сабо, Ференц (дзюдоист)
Ференц Сабо (венг. Szabó Ferenc; 18 сентября 1948, Печ — 26 марта 2025) — венгерский дзюдоист, серебряный (1977) и бронзовый (1971) призёр чемпионатов Европы, участник летних Олимпийских игр 1972 года в Мюнхене. Выступал в полулёгкой весовой категории (до 65 кг).
На Олимпиаде венгр последовательно победил в первом раунде ирландца Анто Кларка и в четвертьфинале советского дзюдоиста Сергея Суслина. Но в полуфинале он уступил французу Жан-Жаку Мунье, а в утешительной схватке — представителю Северной Кореи Ким Ён Ику и занял итоговое 7-е место.
Скончался после третьего инсульта. У него остались пять детей, трое из которых добились заметных успехов в дзюдо.